# Navigatio Sancti Brendani

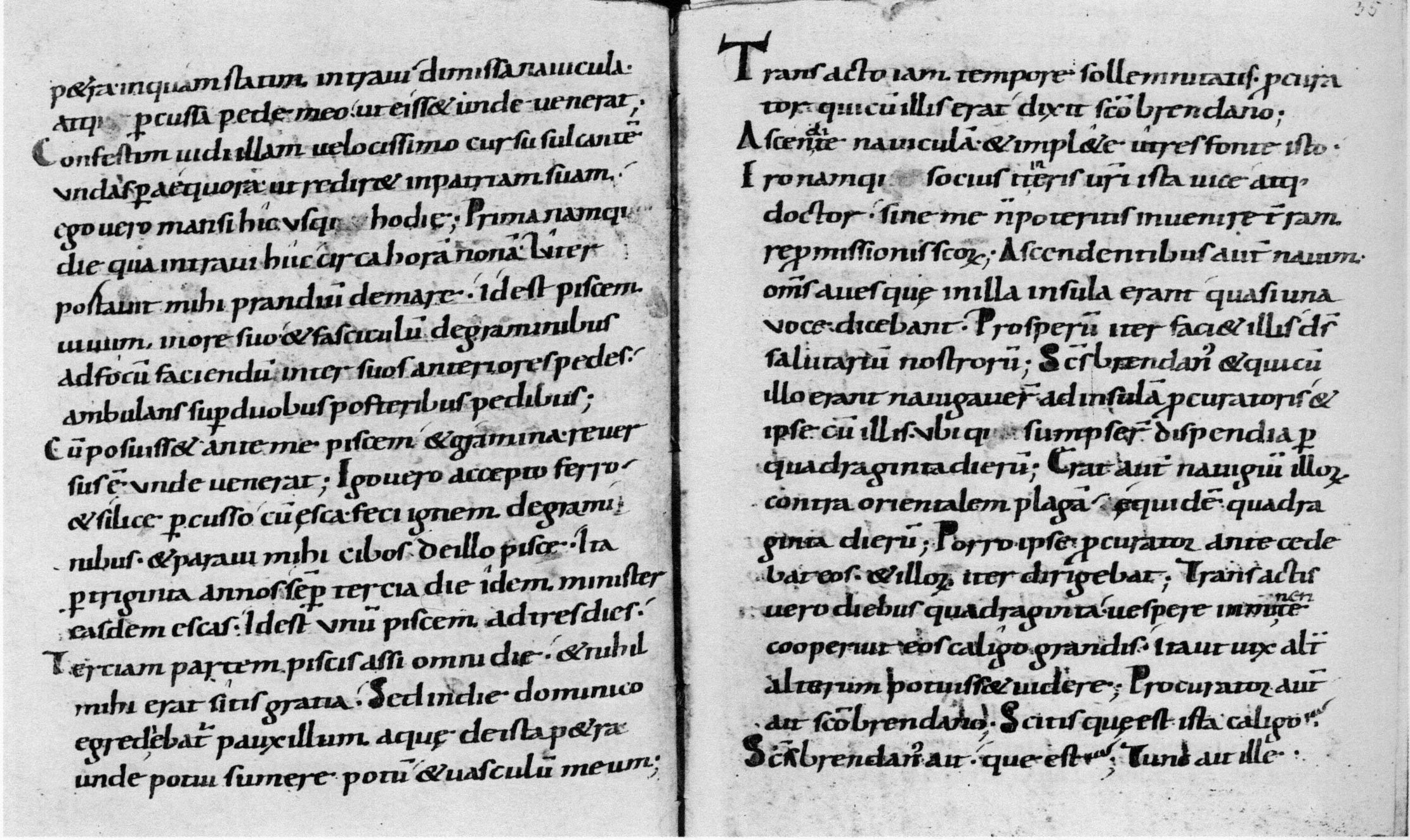
Navigatio sancti Brendani in einer Handschrift des späten 10. Jahrhunderts. München, Staatsbibliothek, Clm 17740, fol. 34v-35r

Navigatio Sancti Brendani (abbatis) („Die Seereise des [Abtes] Sankt Brendan“) ist der Titel einer immram (mythische Reiseerzählung), die vermutlich im 9. Jahrhundert aus der Verbindung von keltischen Legenden und christlichen Vorstellungen entstanden ist. Seit dem 12. Jahrhundert ist diese Erzählung in ganz Europa verbreitet, was sich in der Zahl von rund 120 überlieferten Handschriften zeigt. Außerdem entstanden  ab etwa 1100 auch Nachdichtungen und Übersetzungen in verschiedenen Sprachen.
Sankt Brendan (lateinisch: Brendanus, irisch: Brénaind) war ein irischer Heiliger und Klostervorsteher von Clonfert aus dem 6. Jahrhundert. Die Erzählung berichtet von einer Reise des Heiligen mit seinen Gefährten auf dem Ozean. Dabei geht es nicht so sehr um tatsächliche Ereignisse oder Entdeckungen, sondern um Moral und Theologie.

## Inhalt

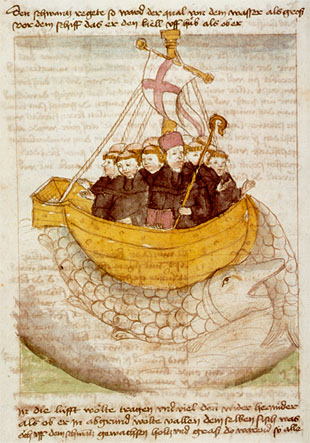
Sankt Brendan und das Seeungeheuer, Titelblatt einer deutschen Ausgabe um 1460

In der Navigatio Sancti Brendani wird seine Fahrt in den Atlantischen Ozean beschrieben, die er zwischen 565 und 573 von Irland aus mit einem Curragh mit zwölf Gefährten unternommen haben soll. Er wollte die „terra repromissionis sanctorum“, ein verheißenes Land der Heiligen im Westen, erreichen. Auf dem Weg zu dieser Brendaninsel, die in mehreren mittelalterlichen Karten verzeichnet ist, erlebt er viele Abenteuer, die in 29 Kapiteln aufgezeichnet sind. 
Nach dem Bau des Bootes auf der Sankt-Enda-Insel (Inishmore, Aran-Inseln) segeln sie auf das offene Meer hinaus, wo sie nach einigen Tagen auf einer Insel landen, die sich als der größte Fisch der Welt, namens Jasconius, herausstellt. Außerdem entdecken sie die Mönchsinsel, die Schafsinsel und die Vogelinsel, wo sie einen geheimnisvollen Begleiter, den Procurator (in den englischen Übersetzungen als Steward bezeichnet) treffen, der sie nun immer wieder mit Speise und Trank versorgt und ihnen den Weg weist. Er erklärt ihnen, dass sie für sieben Jahre denselben Kreislauf zu diesen Inseln nehmen müssen. Sie beobachten den Kampf zweier Meeresungeheuer, werden vom Vogel Greif angegriffen, kommen zu einem treibenden Kristallpfeiler (einem Eisberg?), werden von den Bewohnern der Vulkaninsel mit glühenden Schlackensteinen vertrieben und fahren durch das „geronnene Meer“ (Treibeis?). Schließlich finden sie die Insel der Seligen, bleiben dort einige Zeit und kehren dann nach Irland zurück. Sankt Brendan erzählt allen Mitbrüdern die erlebten Abenteuer und prophezeit seinen baldigen Tod, der dann auch eintritt.

## Timothy Severins Reise
Die Navigatio Sancti Brendani ist in erster Linie literarisch und anhand ihrer Moral zu interpretieren. Doch ist es nicht unmöglich, dass Christoph Kolumbus auch den seit dem Mittelalter populären mythischen Reisebericht über die Westfahrt des irischen Mönches Brendan kannte. Der Historiker und Schriftsteller Tim Severin hat 1977 mit einem Curragh gezeigt, dass die Reise des Heiligen Brendan bis nach Nordamerika möglich war, wie man es aus der Navigatio Sancti Brendani interpretieren kann.
Am 16. Mai (dem Namenstag des Heiligen Brendan) 1976 startete er mit dem, was Material und Bearbeitung betrifft, perfekten Nachbau eines irischen Leder-Curraghs namens Brendan von der Mündung des irischen Brandon Creeks (County Kerry) zu einer Wiederholung der Navigatio. Mit einigen Begleitern durchsegelte er den Nordatlantik in zwei Etappen – mit einer Winterpause in Island. Am 25. Juni 1977 landeten sie in Musgrave Harbor auf Neufundland. Sein Reisebericht erinnert an die Bücher von Thor Heyerdahl (Kon-Tiki und Ra).

## Ausgaben und Übersetzungen
- Carl Selmer (Hrsg.): Navigatio Sancti Brendani Abbatis. From Early Latin manuscripts edited with introduction and notes by Carl Selmer (= University of Notre Dame Publications in Mediaeval Studies. Band 16). University of Notre Dame Press, Notre Dame (Indiana) 1959 (Latein, englisch, Standardausgabe).
- John J. O’Meara: The Voyage of Saint Brendan: Journey to the Promised Land. Dolmen Press, Dublin 1978 (Standardübersetzung des Texts, durch viele Nachdrucke einfach zugänglich).
- Giovanni Orlandi, Rossana E. Guglielmetti (Hrsg.): Navigatio sancti Brendani. Alla scoperta dei segreti meravigliosi del mondo. Edizione critica a cura di Giovanni Orlandi e Rossana E. Guglielmetti. Introduzione di Rossana E. Guglielmetti. Traduzione italiana e commento di Giovanni Orlandi (= Per verba. Band 30). Società internazionale per lo studio del medioevo latino (SISMEL), Edizioni del Galluzzo, Florenz 2014, ISBN 978-88-8450-556-9 (Latein, italienisch, 515 S., kritische Ausgabe mit italienischer Übersetzung und Kommentar).
- Giovanni Orlandi, Rossana E. Guglielmetti. Testo critico di Giovanni Orlandi e Rossana E. Guglielmetti (Hrsg.): Navigatio sancti Brendani. Editio maior a cura di Rossana E. Guglielmetti (= Millennio medievale. Band 114). Società internazionale per lo studio del medioevo latino (SISMEL), Edizioni del Galluzzo, Florenz 2017, ISBN 978-88-8450-801-0 (Latein, italienisch, 755 S., umfassende kritische Ausgabe des lateinischen Textes).
- Navigatio sancti Brendani. Die Seereise des heiligen Brendan. Übersetzt und kommentiert von Katja Weidner (= Fontes Christiani. 5. Folge, Bd. 94). Herder, Freiburg im Breisgau 2022.